# Birgit Herteleer
Birgit Herteleer (september 1990) is een Vlaamse journaliste en nieuwslezeres.

## Biografie
Herteleer studeerde journalistiek aan de Lessius Hogeschool in Mechelen en communicatiewetenschappen aan de Katholieke Universiteit Leuven. In 2014 werd ze reporter voor de regionale televisiezender TV Oost. Een jaar later debuteerde ze als nieuwslezer op ROB-tv.
In de zomer van 2015 stapte ze over naar Medialaan, waar ze voor VTM de presentatrice werd van het wekelijkse magazine Royalty. Na de stopzetting van dat programma in 2016, werd ze reporter voor VTM Nieuws. Sinds juli 2021 is ze voor VTM Nieuws ook nieuwsanker.
In haar jeugd was ze een verdienstelijke muurklimster. Zo werd ze op haar zeventiende Belgisch kampioen. Nadien is ze van klimpartner veranderd en lagen haar prioriteiten elders.